# Кули, Логан
Логан Кули (англ. Logan Cooley; род. 4 мая 2004, Питтсбург, Пенсильвания) — американский хоккеист, нападающий клуба национальной хоккейной лиги «Юта Маммот» (с 2024 года). Игрок сборной США по хоккею с шайбой. Чемпион мира 2025 года.

## Биография
Кули родом из района Уэст-Миффлин в окрестностях Питтсбурга. Выбранный под общим третьим номером на драфте НХЛ 2022 года, он стал самым высокорейтинговым игроком из Питтсбурга на сегодняшний день, обойдя предыдущих игроков, выбранных в первом раунде, Дж. Т. Миллера (15-й номер) и Р. Дж. Амбергера (16-й номер).
Несмотря на то, что Кули родился в Питтсбурге и начал заниматься хоккеем в этом клубе, он заявил, что вырос фанатом «Вашингтон Кэпиталз» и Александра Овечкина.

## Клубная карьера
Кули играл за юниорскую сборную США с 2020 по 2022 годы. В сезоне 2022/2023 годов был игроком Университета Миннесоты. В этом сезоне в Миннесоте Кули забил 22 гола и отдал 38 результативных передач, набрав 60 очков в 39 играх.
Перед драфтом НХЛ 2022 года спортивные СМИ поставили Кули на второе-пятое место среди перспективных игроков. Был выбран под общим третьим номером командой «Аризона Койотис». 27 июля 2023 года подписал трёхлетний контракт начального уровня с «Койотис». Сразу же попал в стартовый состав, сыграв в своей первой игре в НХЛ, в которой «Койотис» обыграли «Нью-Джерси Девилз» со счётом 4:3 по буллитам. Кули отдал две результативные передачи. 1 ноября 2023 года Кули забил свой первый гол в НХЛ в ворота Лукаша Досталя из «Анахайм Дакс» в проигранном матче со счётом 4:3.
Вскоре после окончания сезона 2023/2024 годов франшиза «Койотис» была приостановлена, а активы команды впоследствии были переданы команде расширения «Юта Хоки Клаб». В результате Кули стал игроком команды «Юта». В сезоне 2024/2025 годов сыграл 75 матчей, забил 25 шайб и выполнил 40 результативных передач.

## Карьера в сборной
С 2021 года привлекался в различные молодёжные сборные США. На чемпионате мира среди молодёжных команд 2023 года стал обладателем бронзовой медали, сыграв 7 матчей, забив 7 шайб и сделав 7 результативных передач.
В 2025 году Логан Кули был включён в состав первой сборной для участия в чемпионате мира, который проходил в Швеции и Дании, на котором сборная США выиграла золото. В первом же поединке стал автором забитой шайбы в ворота Дании.